# Гюббенет Микола Костянтинович
Микола Костянтинович фон-Гюббенет (рос. Никола́й Константи́нович фон-Гюббенет; нар. 10 серпня (22 серпня) 1862, Харківська губернія — пом. 9 березня 1931, Рига) — російський громадський діяч і політик, член III Державної Думи від Могильовської губернії.

## Біографія
Православний. З потомствених дворян Могильовської губернії. Землевласник тієї ж губернії (706 десятин).
Навчався в Олександрівському ліцеї. У 1883 році оселився у своєму маєтку Ярошівка Климовицького повіту, займався сільським господарством. Сприяв розвитку народної освіти: побудував кілька шкіл, що містилися на його рахунок, був одним із засновників і першим головою (1907) Товариства поширення середньої освіти в Климовицькому повіті.
5 грудня 1884 року вступив на службу до канцелярії Могильовського дворянського депутатського зібрання. Обирався Климовицьким повітовим предводителем дворянства (з 1898), почесним світовим суддею (з 1893) Чериковського повіту, потім почесним мировим суддею Климовицького повіту (на 1915 рік). Складався головою повітового по селянських справах присутності і Климовицького повітового з'їзду. Підносив Миколі II хліб-сіль з приводу одруження їх імператорських величностей у 1896 році брав участь в урочистостях коронації Миколи II в якості представника дворянства Могильовської губернії. Дослужився до чину дійсного статського радника (1912).
Складався вибірником в Державну думу I і II скликань. У 1907 році був обраний членом Державної Думи від Могильовської губернії. Входив до російської національної групи, з 1909 року — російську національну фракцію. Входив до Ради фракції. Був членом комісій: з місцевого самоврядування, за запитами, з народної освіти, з організації експедиції на Північний полюс. У 1908 році став членом Ради Всеросійського національного союзу, з 1909 року складався секретарем Ради.
Після Жовтневої революції був заарештований, сидів у Петропавлівській фортеці, втік, емігрував до Латвії.
Помер у 1931 році в Ризі. Похований на Покровському кладовищі.

## Нагороди
- Орден Святого Станіслава 2-го ступеня (1901 рік)
- Орден святої Анни 2-го ступеня (1905 рік)